# 纹银
纹银，又稱松紋，是一種銀合金，通常含有92.5%的银和7.5%的其它金属，如铜。加入其他金属可以增加银的硬度和强度。中國明朝與清朝使用為货币单位名称。
明代后期，由于成色优良的银子在铸造中会出现细密的纹路，人们常把足色的银锭称为“纹银”。纹银的地位深入人心，后来成为市场上公认的计量单位。但造假者使用摇丝、画丝、吹丝等手段，也能在成色不足的银锭上制造出纹银的特征。所以纹银不再是成色的保证，但作为计量单位保留了下来，即虚银两，包括关平、库平、市平、漕平等种类。

## 起源
采用纹银作为货币单位的原因在于，中国古代实际流通的银两成色不一，名目众多，有“元丝”、“青丝”、“白丝”、“水丝”、“西鏪”、“石鏪”、“柳鏪”、“茶花”、“茴香”、“单倾”、“双倾”等多种名色，这些种类不同的金属银需要折算为全国统一的计量单位，以便于统计税收。

## 換算
明代所謂的紋銀，銀含量約在98%。按照清朝的官定标准，纹银的成色为93.5374%，称“十足成纹”。 清制规定纹银一两等于制钱1000文，但乾隆朝之後，嘉慶年間對英法的鴉片貿易查禁較嚴，中國工藝品及農產加工製品大量輸出，保持很長一段出超的貿易環境，使得白銀大量淨流入而出現銀賤錢貴的情形，18世紀末曾達到一兩銀換七、八百銅錢的情況，此後的四十年因大量鴉片叩關，道光年間則需要一千六百文才能換一兩白銀的錢賤银贵的现象。

### 其他流通银
在实际流通领域中的金属银，成锭者称“宝银”，即铸成元宝形式的银锭。宝银的成色通常全都高于纹银。由于各地宝银成色不一，因此在其前面冠以地名，或升水标准，如苏宝银、武昌宝银，足宝、二四宝、二五宝、二六宝等等。
“二四宝”即每五十两升水（即溢价）二两四钱，一锭五十两的“二四宝”银锭折算为五十二两四钱标准纹银。

## 沒落
鸦片战争之后，银两、银元在中国同时流通，但官方统计赋税、制订预算、对外赔款时仍使用库平两和关平两纹银作为计量单位。1933年国民政府宣布废两改元，纹银正式退出流通领域。

## 注譯
1. ↑  《金瓶梅》第五十七回：「取出一封銀子，准准三十兩足色松紋，便交付薛姑子與那王姑子。」
2. ↑  "The Care of Silver" （页面存档备份，存于）; Web article by Jeffrey Herman, silversmith, specialist in silver restoration and conservation. Retrieved 28 Nov 2017.
3. ↑  . Government of Canada. n.d.  [2018-05-05]. （原始内容存档于2021-02-28）.
4. ↑  《初刻拍案驚奇》卷十五：「他卻把九六七銀子，充作紋銀。」
5. ↑  张惠信，《中国银锭》，第187 页。
6. ↑  楊端六，《清代貨幣金融史稿》，頁13。
7. ↑  白銀外流：鴉片對中國經濟的打擊[永久]